# Сулина (Бразилия)
Сулина (порт. Sulina) — муниципалитет в Бразилии, входит в штат Парана. Составная часть мезорегиона Юго-запад штата Парана. Входит в экономико-статистический микрорегион Пату-Бранку. Население составляет 2954 человека на 2006 год. Занимает площадь 170,760 км². Плотность населения — 17,3 чел./км².

## Статистика
- Валовой внутренний продукт на 2003 год составляет 40 173 012,00 реалов (данные: Бразильский институт географии и статистики).
- Валовой внутренний продукт на душу населения на 2003 год составляет 11 829,51 реалов (данные: Бразильский институт географии и статистики).
- Индекс развития человеческого потенциала на 2000 год составляет 0,773 (данные: Программа развития ООН).